# La Quinte
La Quinte település Franciaországban, Sarthe megyében. Lakosainak száma 805 fő (2022. január 1.). La Quinte Cures, Coulans-sur-Gée, Chaufour-Notre-Dame, Degré és Bernay-Neuvy-en-Champagne községekkel határos.

## Népesség
A település népességének változása:
| Lakosok száma | 801  | 791  | 797  | 777  | 770  | 763  | 778  | 787  | 805  |
|               | 2013 | 2015 | 2016 | 2017 | 2018 | 2019 | 2020 | 2021 | 2022 |